# Bruce Sansom
Bruce Edward Sansom (Newbury, settembre 1963) è un ex ballerino britannico, primo ballerino del Royal Ballet dal 1987 al 2000.

## Biografia
Dopo essersi diplomato alla Royal Ballet School, Bruce Sansom è stato scritturato dal Royal Ballet nel 1982. Ha scalato rapidamente i ranghi della compagnia e nel 1987 è stato proclamato primo ballerino.
Nei tredici anni successivi ha danzato molti dei maggiori ruoli del repertorio maschile, tra cui Oberon in The Dream, Beliaev in A Month in the Country, il principe nella Cenerentola di Frederick Ashton, Siegfried ne Il lago dei cigni di Anthony Dowell, Florimund ne La bella addormentata, Espada nel Don Chisciotte di Marius Petipa, Romeo nel Romeo e Giulietta e Des Grieux ne L'Histoire de Manon di Kenneth MacMillan, il Principe Confetto ne Lo schiaccianoci e Albrecht nella Giselle di Peter Wright.
Nel corso dei suoi diciotto anni nella compagnia ha danzato con diverse prime ballerine del Royal Ballet, formando sodalizi particolarmente apprezzati con Leanne Benjamin e Viviana Durante. Il rapporto con Durante si è fatto tuttavia più difficile nel corso degli anni, culminando in un incidente nel 1999, quando Sanson avrebbe fatto cadere la ballerina durante una prova di Manon. L'incidente ha spinto Durante a richiedere un cambio di partner che, quando le fu rifiutato, ha portato a un piccolo scandalo all'interno del teatro, tale da raggiungere le pagine dei giornali e spingere la ballerina a lasciare il Royal Ballet. Lo stesso Sansom ha lasciato la compagnia l'anno successivo, dando l'addio al Covent Garden con il ruolo di Lescaut in Manon il 25 luglio 2000.
Dopo il ritiro dalle scene si è dedicato all'insegnamento. Ha insegnato danza alla Central School of Ballet dal 2006 al luglio 2009, quando è tornato al San Francisco Ballet come Maître de Ballet e assistente del direttore artistico.